# The Corpse
The Corpse – polski zespół muzyczny, który zapoczątkował gatunek muzyczny hardcore w Polsce. Powstał w 1985 w Łasku.
Wiosną 1985 „The Corpse” zagrał swój pierwszy koncert na pabianickim „Rock Masters”. W prawie niezmienionym składzie zespół grał do 1989 roku. Do tego czasu zagrał kilkadziesiąt większych i mniejszych koncertów w całej Polsce m.in. na festiwalu Jarocin '88 na małej scenie i rok później na dużej scenie Jarocin '89. W nieco zmienionym składzie zespół grał do 1991 roku, po czym zawiesił działalność.
„The Corpse” wznowił działalność na początku 1993 jako kwintet, a później kwartet. Grupa grała nieprzerwanie do 1995 roku, po czym znów zawiesiła działalność. Tym razem po dłuższej przerwie w 2010 zespół wznowił działalność i nagrywa oraz koncertuje do dziś.

## Dyskografia
- 1989: Fight Aginst the Rules (MC)
- 1994: Rehersale (MC)
- 1995: Elektrokardiogram (MC)
- 2011: Fight Against the Rules (CD)
- 2012: Fight Against the Rules (LP)
- 2015: How to Die (CD)